# STS-5
STS-5 e петия космически полет на совалката Колумбия и пета мисия по програмата Спейс шатъл. Първи космически кораб в света с екипаж от четири души.

## Екипаж
| Пост                    | Астронавт                              |
| ----------------------- | -------------------------------------- |
| Командир                | Ванс Бранд два космически полета       |
| Пилот                   | Робърт Овърмайер един космически полет |
| Специалист на мисията 1 | Джоузеф Алън един космически полет     |
| Специалист на мисията 2 | Уилям Леноар един космически полет     |

- Броят на полетите е преди и включително тази мисия.

## Полетът
STS-5 е първата експлоатационна мисия на космическа совалка (предишните мисии са експериментални) и също така е първият полет с четиричленен екипаж. Полезният товар се състои от два комуникационни спътника.
Петият старт на совалката „Колумбия“ се осъществява на 11 ноември 1982 г. в 16:19:00. Това е вторият старт, осъществен без отлагане.
По време на полета са пуснати успешно в орбита двата комуникационни спътника, осъществено за първи път от космически кораб. По време на полета се провеждат и експерименти по микрогравитация, финансирани от Германия. Планираната космическа разходка от двамата специалисти по мисията е отменена заради проблем с космическите костюми.
„Колумбия“ се приземява успешно на 16 ноември 1982 г. в 14:33:26 на писта 22 в Edwards Air Force Base. Полетът е с продължителност 5 дни 2 часа 14 минути и 26 секунди, след пропътувани около 3 400 000 km и 81 обиколки около Земята. „Колумбия“ се завръща в космическия център „Кенеди“ на 22 ноември 1982 г.

## Параметри на мисията
- Маса:
  - При излитане: 112 088 кг.
  - При кацане: 91 841 кг.
  - Маса на полезния товар: 14 551 кг.
- Перигей: 294 км.
- Апогей: 317 км.
- Инклинация: 28,5°
- Орбитален период: 90.5 мин.

## Галерия
- Стартът на мисия STS-5, заснет от самолет
- Пускането на спътника SBS-3
- И Anik C-3 е в орбита
- Приземяването на совалката